# Saboeiro
Saboeiro este un oraș în statul Ceará (CE) din Brazilia.